# Chelsea, Vermont
Chelsea är en kommun (town) i Orange County i delstaten  Vermont, USA. Chelsea är huvudort (County seat) i Orange County. Vid folkräkningen år 2010 bodde 1 238 personer i kommunen. Den har enligt United States Census Bureau en area på totalt 103,4 km² varav 0,1 km² är vatten. 